# François Dosé
François Dosé est un homme politique français, né le 7 octobre 1947 à Longuyon (Meurthe-et-Moselle).

## Biographie
Il a une formation d'instituteur.
Il est élu député le 16 juin 2002, pour la XIIe législature (2002-2007), dans la première circonscription de la Meuse. Il fait partie du groupe socialiste.
En 2007, le Parti socialiste investit Thibaut Villemin pour lui succéder.
Il est retraité depuis 2008.
Sa fille Marie Dosé, née en 1974, est avocate spécialisée dans les affaires pénales.

## Détail des fonctions et mandats

### Mandats parlementaires
- Assemblée nationale
  - 12 juin 1997 - 18 juin 2002 : député de la 1re circonscription de la Meuse (XIe législature)
  - 19 juin 2002 - 19 juin 2007 : député de la 1re circonscription de la Meuse (XIIe législature)

### Mandats locaux
- Conseil régional
  - 16 mars 1986 - 22 mars 1992 : conseiller régional de Lorraine
  - 22 mars 1992 - 1er juillet 1997 : conseiller régional de Lorraine

- Conseil général
  - 7 mars 1976 - 21 mars 1982 : conseiller général du canton de Commercy
  - 21 mars 1982 - 2 octobre 1988 : conseiller général du canton de Commercy
  - 2 octobre 1988 - 27 mars 1994 : conseiller général du canton de Commercy
  - 27 mars 1994 - 15 mars 1998 : conseiller général du canton de Commercy

- Mairie
  - 19 mars 1971 - 18 mars 1977 : membre du conseil municipal de Commercy (Meuse)
  - 18 mars 1977 - 18 mars 1983 : maire de Commercy
  - 18 mars 1983 - 24 mars 1989 : maire de Commercy
  - 24 mars 1989 - 23 juin 1995 : maire de Commercy
  - 23 juin 1995 - 23 mars 2001 : maire de Commercy
  - 23 mars 2001 - 21 mars 2008 : maire de Commercy